# Tortula muricola
Tortula muricola là một loài Rêu trong họ Pottiaceae. Loài này được (Müll. Hal.) Mitt. miêu tả khoa học đầu tiên năm 1869.